# قزل آباد (مقاطعة فامنين)
قزل‌آباد (بالفارسية: قزل‌آباد) هي قرية تقع في قسم مفتح الريفي (مقاطعة فامنين) في إيران. يقدر عدد سكانها بـ 1,102 نسمة .